# Реннемо, Кристиан Теттли
Кристиан Теттли Реннемо (норв. Kristian Tettli Rennemo; род. 1 ноября 1984, Тронхейм) — норвежский лыжник, победитель этапа Кубка мира. Специализируется в дистанционных гонках.

## Карьера
В Кубке мира Реннемо дебютировал 14 марта 2009 года, в марте 2010 года одержал свою единственную победу на этапе Кубка мира, в эстафете. Кроме этого на сегодняшний день имеет на своём счету 1 попадание в десятку лучших на этапах Кубка мира, так же в эстафете, в личных гонках не поднимался выше 12-го места. Лучшим достижением Реннемо в общем итоговом зачёте Кубка мира является 64-е место в сезоне 2011/12. В сезоне 2009/10 победил в общем зачёте Кубка Скандинавии.
За свою карьеру на Олимпийских играх и чемпионатах мира пока не выступал.
Использует лыжи производства фирмы Fischer.